# 芝山文化センター
芝山文化センター（しばやまぶんかセンター）は、千葉県山武郡芝山町に所在する文化センター（総合文化施設）。

## 概要
1989年（平成元年）3月、芝山はにわ道沿いに開館した。バス停留所（芝山文化センター前）には埴輪が並び、センター入口においても埴輪が出迎えるなど「埴輪の町」ならではの特徴がある。
802席のホールは、地域のアマチュア音楽団体による演奏会や、アーティストのコンサートなどが開催される多目的ホールとなっている。ステージは80人編成のウインド・オーケストラにも対応しており、ヤマハサウンドシステムの舞台音響設備や、鏡張り・アップライトピアノ付きのリハーサル室を併設している。

## 構成
ホール
- 客席数：802席[4]（車椅子席4席）
- 舞台面積：301.53平方メートル
- 間口：23.15メートル
- 高さ：15.50メートル
- 奥行：13.02メートル
- プロセニアム・アーチ間口：14.56メートル
- プロセニアム・アーチ高さ：7.00メートル

リハーサル室
- 面積：99.45平方メートル ※可動間仕切りにて2室使用可
- 設備：鏡張り・アップライトピアノ

楽屋
- 楽屋1：洋室22.8平方メートル
- 楽屋2：洋室12.3平方メートル
- 楽屋3：洋室10.4平方メートル

## アクセス

### 公共交通機関
- 空港第2ビル駅（JR東日本・京成電鉄）・成田国際空港第2旅客ターミナル
  - 空港シャトルバス（横芝屋形海岸行）より、「芝山文化センター前」下車
- 芝山千代田駅（芝山鉄道）
  - 空港シャトルバス（横芝屋形海岸行）より、「芝山文化センター前」下車
- 松尾駅（JR総武本線）南口
  - 空港シャトルバス（成田空港第2旅客ターミナル行）より、「芝山文化センター前」下車
- 大崎駅（JR東日本・東京臨海高速鉄道）西口バスターミナル
  - WILLER EXPRESS成田シャトルより、"芝山町役場"下車、徒歩約3分

### 自動車
- 最寄りのインターチェンジ
  - 首都圏中央連絡自動車道 松尾横芝インターチェンジより、約5分
  - 東関東自動車道 成田インターチェンジ、富里インターチェンジ、酒々井インターチェンジより、約25分
- 駐車場
  - 駐車可能台数200台